# 북태평양소하성어류위원회
북태평양소하성어류위원회(North Pacific Anadromous Fish Commission, NPAFC)는 1993년 2월 16일 발효된 북태평양소하성자원보전협약 제8조에 따라 협약수역내 소하성 자원의 포획 금지 및 자원보존을 목적으로 1993년 2월 설립된 국제 기구이다. 사무국은 캐나다 밴쿠버에 있다. 대한민국은 모천국 지위 확보 및 방류연어에 대한 회유경로 파악 등 자원조사와 선진기술 습득을 위해 2003년 5월에 가입하였다.

## 일반 개요
- 협약수역: 북태평양 북위 33도 이북 공해
- 관리대상 어종: 7종
  - 연어 6종 : Chum(연어), Coho(은연어), Pink(곱사), Sockeye(홍연어), Chinook(왕연어), Cherry(시마연어)
  - 송어 1종 : Steelhead(무지개송어)

## 회원국
회원국은 현재 5개국이다.
- 대한민국, 일본, 미국, 러시아, 캐나다

## 기능
- 소하성 어족 및 생태적으로 연관된 어종의 보존조치 권고
- 협약 위반활동에 대한 정보교환
- 과학조사활동 권고

## 보조기구
- 재정행정위원회(Committee on Finance and Administration)
- 이행위원회(Committee on Enforcement) : 회원국 단독 또는 공동으로 협약수역의 연어불법조업활동을 감시·감독
- 과학조사통계위원회(Committee on Scientific Research and Statistics)